# Beflaggung über dem Buckingham Palace
Die Beflaggung über dem Buckingham Palace ist abhängig von der Anwesenheit des Monarchen. Der King’s Flag Sergeant ist für alle Flaggen verantwortlich, die vom Palast aus gehisst werden.

## Tradition
Bis 1997 war die einzige Flagge, die vom Buckingham Palace gehisst wurde, die Royal Standard, die offizielle Flagge des amtierenden britischen Souveräns, soweit dieser im Palast residierte. Das einzige Mal, dass eine andere Flagge vom Palast gehisst würde, wäre nach dem Tod des Souveräns, wenn die Flagge des ranghöchsten Mitglieds der im Palast anwesenden königlichen Familie gehisst würde. Die Royal Standard wird auch nach dem Tod des Souveräns nicht auf halbmast gehisst, da der König niemals tot ist. Mit dem Tod des Vorgängers wird der Thronfolger automatisch König („Der König ist tot, lang lebe der König!“).
Die Größe der Flagge wird je nach Bedeutung der Veranstaltung variiert, wobei meistens eine normal große Flagge verwendet wird. Bei staatlichen oder zeremoniellen Anlässen, wie der Hochzeit von Prinz William und Catherine Middleton, dem diamantenen Thronjubiläum 2012 und dem offiziellen Geburtstag des Souveräns, wird eine wesentlich größere Flagge gehisst.

## Änderung des Protokolls 1997

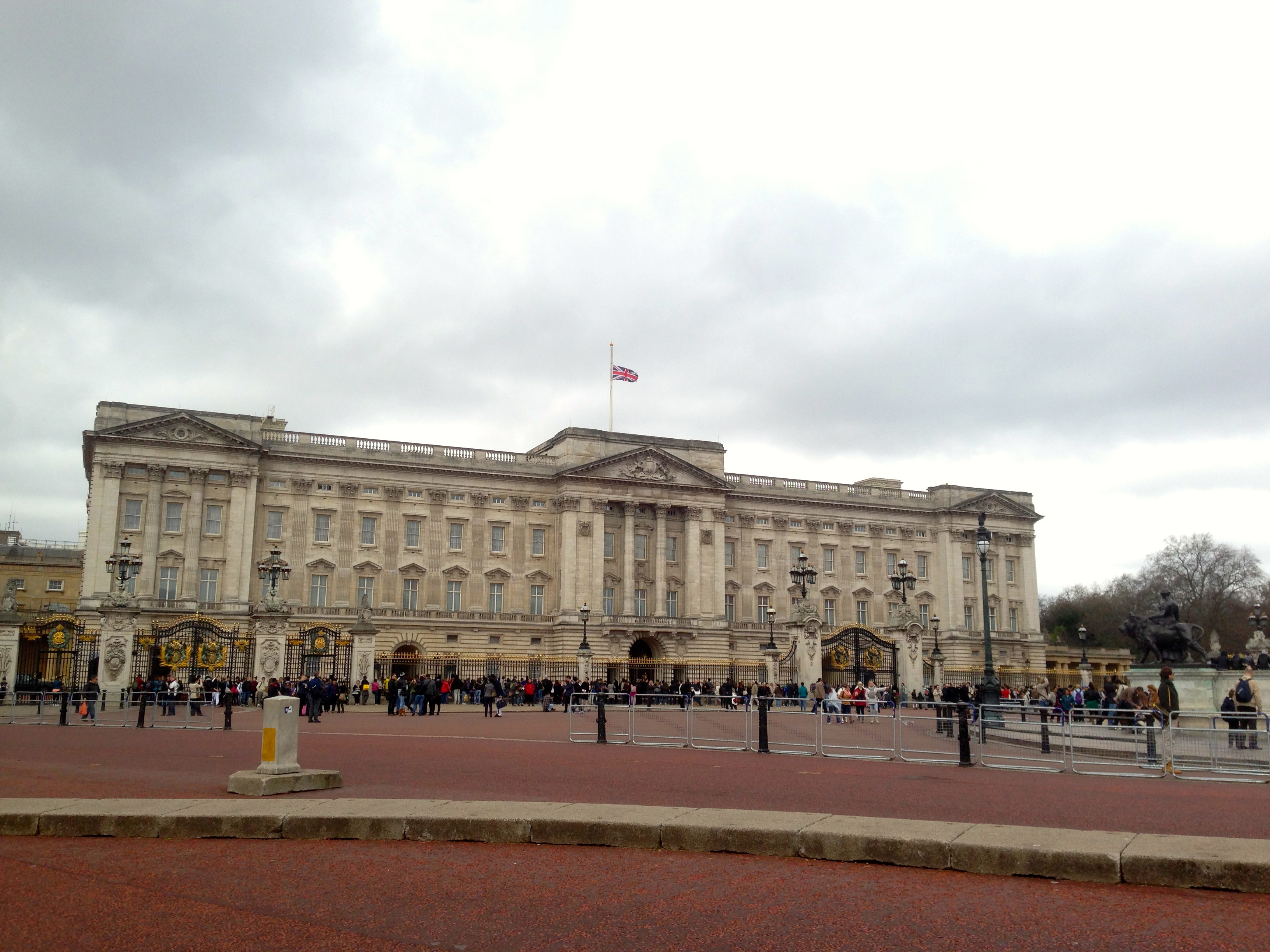
Union Jack weht nach dem Tod von Margaret Thatcher über dem Buckingham Palace auf halbmast

Diese Tradition änderte sich 1997 nach dem Tod der geschiedenen Diana, Fürstin von Wales, als die Boulevardpresse über angebliche öffentliche Empörung berichtete, weil der Palast keine Flagge auf halbmast hisste. Die Königin war zu dieser Zeit auf Schloss Balmoral und so wehte keine Flagge über dem Buckingham Palace. Als Reaktion auf die öffentliche Meinung ordnete die Königin einen Bruch mit dem Protokoll an und der Union Jack wurde am Tag von Dianas Beerdigung auf halbmast über dem Buckingham-Palast gehisst. Seit Dianas Tod weht der Union Jack vom Palast, wenn der Monarch nicht im Haus ist.
In Zeiten nationaler Trauer und nach dem Tod von Mitgliedern der königlichen Familie, wie dem Tod des Herzogs von Edinburgh 2021 und der Königin 2022, wird die Flagge auf halbmast gesetzt. Dies geschah auch nach den Terroranschlägen in London 2005, den Schießereien in der Christchurch-Moschee 2019, nach der Messerstecherei am 29. November 2019 bei der London Bridge und nach dem Tod des ehemaligen US-Präsidenten Gerald Ford und der ehemaligen britischen Premierministerin Margaret Thatcher.

## Andere königliche Residenzen
Ähnliche Protokolle werden an verschiedenen königlichen Residenzen befolgt, abhängig vom Standort und dem Mitglied der königlichen Familie in der Residenz. Clarence House zum Beispiel ist die offizielle Londoner Residenz des Fürsten von Wales (Prince of Wales), also weht seine persönliche Standard, wenn er in der Residenz ist. Als die Königinmutter dort lebte, wehte ihre ähnliche persönliche Standard. Nach ihrem Tod im Jahr 2002 wurde ihre Standard während der Trauerzeit auf halbmast gesetzt.